# Suicidio en subculturas musicales
Hablar del suicidio en las subculturas musicales es hacer referencia a la relación entre los miembros de una subcultura de la música y el hecho de llevar a cabo un suicidio influido por ella. Los investigadores han examinado la relación entre la subcultura heavy metal, gótica, subcultura emo, el mundo de la ópera y el de la música country y el suicidio.

## Subcultura gótica
Un estudio publicado en el British Medical Journal concluyó que "la identificación como pertenecientes a la subcultura gótica [en algún momento de sus vidas] fue quien mejor predijo autolesiones e intentos de suicidio [entre los adolescentes jóvenes]". También indica que posiblemente fuera debido a un mecanismo de selección (personas que querían hacerse daño más tarde identificadas como góticas, aumentando así el porcentaje de las personas que se identifican como góticas). Según The Guardian, algunos adolescentes góticos son más propensos a hacerse daño o intentar suicidarse. 
Un estudio de revista médica hizo seguimiento de 1.300 escolares escoceses hasta su adolescencia y descubrió que el 53% de los adolescentes góticos habían intentado lastimarse y el 47% había intentado suicidarse. El estudio encontraba como la "correlación era más fuerte que cualquier otro factor de predicción". El estudio se basó en una muestra de 15 adolescentes que se identificaron como los góticos, de los cuales 8 habían auto-perjudicadas por cualquier método, 7 se había hecho cortes y 7 habían intentado suicidarse.
Los autores sostienen que la mayoría de autolesiones en adolescentes se llevaba a cabo antes de unirse a la subcultura, y que la adhesión a la subcultura en realidad les protegía y ayudaba a lidiar con la angustia en sus vidas. El estudio fue en su momento criticado por usar solo una pequeña muestra de adolescentes góticos y no tener en cuenta otras influencias y diferencias entre los tipos de góticos al no tomar un estudio de un mayor número de personas.

## En la subcultura del country
En la música country los temas de divorcios, consumo de alcohol, rupturas y situaciones difíciles pueden afectar el riesgo de suicidio en los oyentes cuando se exponen a tales temas. Además, los oyentes de este género corren un mayor riesgo debido a que es una comunidad con mayor porcentaje de posesión de armas y de rupturas matrimoniales que en el resto de la población.
En Estados Unidos, por ejemplo, el 61,8% de los propietarios de armas se identifican con la música country. En un estudio de la Universidad de Harvard, aparece un mayor porcentaje de propietarios de armas en los estados más rurales y una correlación directa con el suicidio al disparar con armas de fuego en esos estados. 
La mayoría de las letras de los artistas country de ese país, a menudo retratan el consumo de alcohol como una forma normal de lidiar con problemas personales y está demostrado que el consumo de alcohol tiene una relación directa con el riesgo de suicidio. 
En ciudades con una clara cultura de música country y una población divorciada mayor que la media se anticipa una alta tasa de suicidio. Los mensajes dentro de las tristes canciones de amor intrigan a esta audiencia específica más que a otras familias o personas urbanas blancas. Geográficamente, muchos fanáticos generalmente se encuentran en las regiones del sudoeste de los Estados Unidos y vinculados con un nivel socioeconómico de clase media baja y las tensiones de la pobreza. 
Los indicadores de pobreza en la música country provienen del número de hogares sin agua corriente, altas tasas de mortalidad infantil, porcentaje de hogares encabezados por mujeres, porcentaje de familias con ayudas por hijos a cargo y hogares con ingresos anuales inferiores a 2,500 dólares. La pobreza estructural tiene un paralelismo con temas comunes en la música country, lo que pone en riesgo a estos seguidores en concreto.